# Sassandra (vattendrag)
Sassandra är en flod vars avrinningsområde omfattar östligaste Guinea och större delen av västra Elfenbenskusten. Den mynnar i Atlanten vid staden Sassandra i sydvästra Elfenbenskusten. Namnet Sassandra används vanligen från mötet av de tre floderna Férédougouba (även kallad Bagbé i Elfenbenskusten), Boa och Tienba. Det är omdiskuterat om Férédougouba, Tienba eller Boa är Sassandras huvudsakliga källflöde. Dammen Barrage de Buyo bildar vattenmagasinet Lac de Buyo.